# Cesário de Arles
Cesário de Arles ou César de Arles (Chalon-sur-Saône, c. 470 – Arles, 27 de agosto de 542 ou 543), foi monge em Lérins, abade de um mosteiro próximo a Arles e, mais tarde, bispo de Arles. Foi uma das lideranças políticas e eclesiásticas mais importantes da Gália na primeira metade do século VI. É considerado santo pela Igreja Católica Romana e pela Igreja Ortodoxa. Sua celebração litúrgica é em 27 de agosto. É padroeiro contra incêndios.

## Vida

### 470-502: Juventude, formação monástica e ascensão ao episcopado
Cesário nasceu por volta de 470, em Chalon-sur-Saône (à época chamada Cabillonum), região que fazia então parte do reino dos burgúndios. Este era um dos reinos germânicos estabelecidos no território da Gália, que corresponde grosso modo ao da atual França. Informações sobre a vida de Cesário são conhecidas por meio da análise de sua hagiografia, das atas dos concílios que presidiu e de outros textos de sua autoria (cartas, regras monásticas, testamento e tratados).
Filho de pais cristãos pertencentes à aristocracia galo-romana, Cesário adotou a vida clerical aos dezessete ou dezoito anos (ca. 487-488). Ingressou no clero de Chalon-sur-Saône sob os cuidados do bispo Silvestre, supostamente sem o consentimento de sua família, e permaneceu ali por cerca de dois anos, antes de partir para o mosteiro de Lérins a fim de tornar-se monge. Importante centro intelectual, Lérins era um destino comum para aristocratas cristãos da Gália desse período, e foi o local de formação de muitos bispos que marcaram seu cenário político e eclesiástico, especialmente no século V.
Segundo seus hagiógrafos, Cesário se destacou entre os monges de Lérins e logo foi nomeado despenseiro do mosteiro. É dito que sua conduta nesse posto atraiu a antipatia de seus pares, pois retinha a comida dos demais monges, dizendo que não estavam sendo suficientemente austeros. Como resultado, o abade Porcário o retirou de seu posto. Em reação a essa experiência infeliz, Cesário teria se dedicado ainda mais à ascese, a ponto de ficar doente por negligenciar sua alimentação. O adoecimento de Cesário teria levado o abade a ordenar que ele fosse à cidade de Arles para cuidar de sua saúde. Não deixa de ser possível que a escolha de Arles como destino fosse devida à sua reputação em possuir bons médicos, mas o mais provável é que Cesário tenha se deslocado para essa cidade em virtude da presença do bispo Eônio de Arles, seu parente.
Cesário chegou em Arles em algum momento antes de 499 (talvez em 495), onde foi hospedado por notáveis da cidade. Logo fez contatos entre os aristocratas da cidade, com destaque para Eônio. Embora a narrativa da hagiografia sustente que ele não sabia que o bispo da cidade era seu parente, isso é pouco provável. Essa relação de parentesco com o bispo arlesiano provavelmente colaborou para a carreira "meteórica" de Cesário, que em poucos anos foi nomeado diácono, presbítero e depois abade de um mosteiro em Arles.
Antes de morrer, Eônio tentou promover Cesário como seu sucessor, pedindo ao clero arlesiano e aos senhores da cidade (os visigodos) que elegessem Cesário como bispo após sua morte. Eônio morreu em 501 ou 502, e alguns meses depois Cesário tornou-se bispo de Arles – mas não sem oposição, como indica o longo intervalo (de quatro ou dezesseis meses) entre a morte de seu predecessor e sua ascensão ao episcopado. É possível, inclusive, que o clero de Arles tenha preferido ignorar o pedido de Eônio e elegido um bispo chamado João (Johannes), sobre o qual nada se sabe além do nome. Porém, não há certeza quanto à veracidade da existência de João de Arles, e, se este realmente existiu, permaneceu por pouco tempo no cargo, assumido por Cesário a partir de 502.

### 502-514: Oposição e consolidação de seu bispado
Depois de eleito bispo, Cesário se destacou por seu investimento na produção de sermões a serem pregados em paróquias rurais, pelo incentivo ao estudo direto da Bíblia por seus fiéis, e pela implantação de um novo modelo de disciplina para o clero, inspirado no monasticismo. Os primeiros anos do bispado de Cesário foram atribulados, marcados por diversas acusações de traição e por um cerco à cidade entre 507 e 508. As acusações contra Cesário foram provavelmente motivadas pelo fato de ser nativo do reino burgúndio, pelo uso de recursos da Igreja para patrocinar a construção de mosteiros e libertar de escravos, e talvez também pela imposição da disciplina monástica para todo o clero.
A primeira acusação de traição aconteceu em algum momento antes de 506, e aparentemente fez com que Cesário fosse exilado em Bordeaux pelas autoridades visigodas por conta de suspeitas de colaboração com os burgúndios. A narrativa do exílio é questionada por parte da historiografia, que sugere a hipótese de que tenha se tratado na verdade de uma visita diplomática ao rei visigodo. De todo modo, caso o exílio tenha sido verdadeiro, durou pouco tempo, e Cesário foi logo convidado para presidir o Concílio de Agde (506), que foi promovido pelas autoridades visigodas e pretendia reunir todos os bispos do reino.
A segunda acusação de traição se deu durante o cerco de burgúndios e francos à cidade de Arles, que tinham derrotado o exército visigodo na Batalha de Vouillé (507). Reforçando as suspeitas de traição que já tinham embasado a acusação anterior, a hagiografia de Cesário narra que um de seus parentes, um clérigo jovem, fugiu da cidade durante a noite e correu em direção às tropas sitiantes. Isso teria levado a população da cidade a se revoltar, e Cesário acabou preso pelas autoridades visigodas, que supostamente pretendiam afogá-lo no rio Ródano, mas não o fizeram por conta da presença das tropas inimigas. Cesário acabou sendo inocentado, possivelmente usando os judeus de Arles como bodes-expiatórios.
O cerco foi suspenso graças à intervenção de tropas do reino ostrogodo, e é dito que Cesário investiu recursos da Igreja para comprar e libertar os cativos de guerra. O conflito acabou destruindo o edifício destinado a abrir um mosteiro feminino planejado por Cesário, situado no exterior dos muros da cidade. Isso fez com que sua fundação fosse adiada para 512, desta vez construído intra-muros. Este foi o chamado mosteiro de São João de Arles, onde sua irmã Cesária foi abadessa entre 512 e 524 (ou 525), quando foi substituída por Cesária (a Jovem), provável sobrinha de Cesário. Foi para este mosteiro que Cesário redigiu sua Regula ad virgines, concluída nos anos próximos ao final de sua vida.
Por fim, a terceira acusação movida contra Cesário ocorreu por volta de 513, e fez com que o bispo tivesse de viajar até Ravena para prestar esclarecimentos ao rei Teodorico. O conteúdo da acusação não é especificado pelos hagiógrafos, sendo possível que se trate de outra acusação de colaboração com os burgúndios, ou, o mais provável, de uso indevido do patrimônio da Igreja para financiar obras autopromocionais, como a fundação de mosteiros. A veracidade desta narrativa também é questionada por parte da historiografia, que destaca a possibilidade de que Cesário tenha viajado à Itália para estreitar seus laços com o monarca ostrogodo e com o bispo de Roma, algo condizente com seu perfil de bispo politicamente ativo. De uma forma ou de outra, Cesário se beneficiou de sua viagem à Itália, pois recebeu doações do rei e benefícios do bispo Símaco de Roma, que lhe deu o direito de usar o pálio e, um ano mais tarde, o nomeou vigário de Roma na Gália e na Hispania.

### 514-531: Auge da carreira
É certo que Cesário voltou da Itália fortalecido, dispondo de mais recursos financeiros e das prerrogativas dadas por Símaco de Roma, que reforçavam sua autoridade enquanto bispo metropolitano. Contudo, sabe-se bem menos a respeito dessa etapa de sua carreira do que sobre seus anos iniciais, pois seus hagiógrafos optaram por omitir os detalhes sobre sua trajetória entre 514 e 542, ano de sua morte. A única exceção é a menção ao Concílio de Valence (ca. 528), que colocou em dúvida a ortodoxia das opiniões de Cesário sobre a Graça (vide Controvérsia Semipelagianista). Cesário não participou desse concílio, alegando estar doente, mas enviou o bispo Cipriano de Toulon como seu representante.
Dito isso, sabe-se que o auge da carreira episcopal de Cesário se deu nesse contexto, sobretudo a partir do ano de 523, quando os ostrogodos avançaram para o norte e conquistaram o restante do território da província eclesiástica de Viennensis, região em que o bispo de Arles tinha autoridade metropolitana. Cesário aproveitou-se dessa situação favorável para reunir vários concílios e assim reforçar sua autoridade na região ao norte do Rio Durance, que antes estava fora de seu alcance e era dominada pelo bispo de Vienne, seu rival. Afora o primeiro concílio que organizou nesse período – o Concílio de Arles (524) – todos os demais foram organizados em cidades em que antes não conseguia exercer sua autoridade na prática: o Concílio de Carpentras (527), II Concílio de Orange (529) e Concílio de Vaison (529). Destes, os mais destacados são o II de Orange, que formulou uma defesa da concepção de Graça de Cesário no contexto da Controvérsia Semipelagianista, e o de Vaison, em que foi aprovada uma das propostas mais ousadas do programa de reformas de Cesário: a extensão do direito de pregar a clérigos menores, sobretudo os responsáveis por paróquias rurais. Este último já expressa um certo declínio da autoridade de Cesário, pois o baixo número de assinaturas sugere que sua base de apoio estava diminuindo.

### 532-542: Perda de autoridade e falecimento
Embora já apresentasse sinais de enfraquecimento em 529, a investida de Cesário no sentido de fortalecer sua autoridade metropolitana foi frustrada mais claramente em 532, quando o reino ostrogodo, enfraquecido após a morte do rei Teodorico (526), cedeu seus territórios ao norte do Rio Durance para o reino franco em troca de apoio militar. Isso inseriu a diocese de Arles em um reino com cuja monarquia Cesário não tinha laços estabelecidos, e cujos centros de decisão se encontravam mais ao norte, onde o bispo de Arles não tinha grande projeção eclesiástica e política. Além disso, a partir do bispado de Agapito de Roma (535-536) os bispos de Roma mudaram sua política em relação a Arles: não suspenderam as prerrogativas que já tinham conferido ao bispo arlesiano, mas na prática deixaram de apoiar as pretensões da diocese de Arles à primazia na Igreja gálica.
Diante da idade avançada e dessa retração de sua autoridade, os anos finais da vida de Cesário foram dedicados em grande parte à tentativa de assegurar a permanência do mosteiro feminino que fundou, escrevendo, além da Regula ad virgines, um testamento em que demanda a seus sucessores o respeito às propriedades e rendas do monastério.
Cesário morreu em algum momento entre 540 e 543, sendo 542 a data mais consensual. A redação de sua hagiografia, a Vita Caesarii, foi feita a pedido da abadessa Cesária, e serviu promover a imagem de santidade de Cesário, o que colaboraria para a preservação do mosteiro que fundou.

## Obras
Ele escreveu vários tratados: Libellus de mysterio sanctae Trinitatis, Breviarium adversus haereticos, Opusculum de gratia, Exhortationes e alguns livretos publicados pela Bibliotheca Patrum (Leida, 1677). Estes incluem os sermões e homilias, cerca de 238, alguns publicados em Basileia, 1558 e outros publicados pela Bibliotheca Patrum em Veneza, 1776.
Suas obras mais conhecidas são as duas regras monásticas que escreveu: Regula ad monachos, para comunidades monásticas masculinas, e Regula ad virgines, para comunidades monásticas femininas. A combinação das duas regras é conhecida como a Regra de São Cesário.

## Iconografia
Vestes episcopais, com pontifical e pálio, sustenta um báculo episcopal. 
Seus atributos são uma espada fincada em um livro que sustenta em uma das mãos; luva insuflada sobre livro.
Há representações que apresentam São Cesário de Arles atendendo pessoas enfermas e empobrecidas. Há ainda representação dele detento as chamas de um convento de monjas.

## Citações
| “ | Fides omnium christianorum in Trinitate consistit (A fé de todos os cristãos assenta na Trindade)[46] | ” |